# Caterina Bosetti
Pour les articles homonymes, voir Bosetti.
Caterina Bosetti (née le 2 février 1994 à Busto Arsizio, dans la province de Varèse, en Lombardie) est une joueuse italienne de volley-ball. Elle mesure 1,80 m et joue au poste de réceptionneuse-attaquante. Elle totalise 24 sélections en équipe d'Italie. Sa sœur ainée Lucia Bosetti a été également joueuse de volley-ball. Elle a joué le Championnat du Monde de 2014 avec des "azzurre" en remportant la quatrième place.

## Clubs
| Club                     | Pays    | De        | À         |
| ------------------------ | ------- | --------- | --------- |
| AA Orago                 | Italie  | 2007-2008 | 2008-2009 |
| PF Villa Cortese         | Italie  | 2009-2010 | 2012-2013 |
| Osasco VC                | Brésil  | 2013-2014 | 2013-2014 |
| Galatasaray SK           | Turquie | 2014-2015 | 2014-2015 |
| AGIL Novare              | Italie  | 2015-2016 | 2015-2016 |
| River Modène             | Italie  | 2016-2017 | 2017-2018 |
| Volleyball Casalmaggiore | Italie  | 2018-2019 | 2019-2020 |
| AGIL Novare              | Italie  | 2020-2021 | 2023-2024 |
| Vakifbank Istanbul       | Turquie | 2024-2025 |           |

## Palmarès

### Équipe nationale
- Championnat d'Europe des moins de 20 ans
  - Vainqueur : 2010.
- Championnat d'Europe des moins de 18 ans
  - Finaliste : 2011.
- Championnat du monde des moins de 20 ans
  - Vainqueur : 2011.
- Coupe du monde
  - Vainqueur : 2011.
- Volleyball Nations league
  - Vainqueur: 2022

### Clubs
- Wevza Cup
  - Vainqueur: 2024
- Challenge Cup
  - Vainqueur: 2024
- Coupe d'Italie
  - Vainqueur : 2010, 2011.
  - Finaliste : 2013.
- Supercoupe d'Italie
  - Finaliste : 2012.
- Coupe du Brésil
  - Vainqueur : 2014.
- Championnat sud-américain des clubs
  - Finaliste : 2014.
- Championnat du monde des clubs
  - Finaliste : 2014.

### Récompenses individuelles
- Championnat d'Europe féminin de volley-ball des moins de 20 ans 2010: MVP.
- Championnat d'Europe féminin de volley-ball des moins de 18 ans 2011: Meilleure réceptionneuse.
- Championnat du monde de volley-ball féminin des moins de 20 ans 2011: Meilleure attaquante et MVP.